# Hyattsville
Hyattsville é uma cidade localizada no estado americano de Maryland, no Condado de Prince George's.

## Demografia
Segundo o censo americano de 2000, a sua população era de 14.733 habitantes.
Em 2006, foi estimada uma população de 15.091, um aumento de 358 (2.4%).

## Geografia
De acordo com o United States Census Bureau tem uma área de
5,6 km², dos quais 5,5 km² cobertos por terra e 0,1 km² cobertos por água.

## Localidades na vizinhança
O diagrama seguinte representa as localidades num raio de 4 km ao redor de Hyattsville.